# Etah
Etah là một thành phố và là nơi đặt ban đô thị (municipal board) của quận Etah thuộc bang Uttar Pradesh, Ấn Độ.

## Địa lý
Etah có vị trí 27°38′B 78°40′Đ / 27,63°B 78,67°Đ Nó có độ cao trung bình là 170 mét (557 feet).

## Nhân khẩu
Theo điều tra dân số năm 2001 của Ấn Độ, Etah có dân số 107.098 người. Phái nam chiếm 53% tổng số dân và phái nữ chiếm 47%. Etah có tỷ lệ 68% biết đọc biết viết, cao hơn tỷ lệ trung bình toàn quốc là 59,5%: tỷ lệ cho phái nam là 73%, và tỷ lệ cho phái nữ là 63%. Tại Etah, 14% dân số nhỏ hơn 6 tuổi.